# Nuevo Nueve
Nuevo Nueve Editores es una editorial española de historieta, especializada en novela gráfica y en obras infantiles y juveniles. Fue fundada en 2019 y tiene su sede en Madrid.

## Historia
Nuevo Nueve fue fundada por Ricardo Esteban Plaza, quien anteriormente había sido el creador y editor jefe de Dibbuks. En abril de 2019 se había marchado de la empresa por discrepancias con Malpaso, el máximo accionista de Dibbuks desde 2016, y decidió montar una nueva editorial independiente de novela gráfica.
Las primeras obras de Nuevo Nueve salieron a la venta en septiembre de 2019. El nombre elegido para la editorial hace referencia al cumpleaños del fundador y al concepto del cómic como «noveno arte». Desde su puesta en marcha se ha centrado en historieta infantil y juvenil, novela gráfica, y libros ilustrados. Si bien una parte de su catálogo son álbumes de autores franco-belgas (como Timothé Le Boucher) e italianos, también ha publicado numerosas obras de autores españoles, como Miguel Ángel Martín, Juan Berrio, El Torres y Paco Sordo, entre otros.